# Louis Van Amstel
Louis van Amstel (Ámsterdam, 23 de junio de 1972) es un bailarín de salón y coreógrafo holandés-estadounidense. Es más conocido por participar como bailarín profesional en la programa de televisión estadounidense Dancing with the Stars de ABC, donde compitió en diez temporadas. Es el creador del popular programa de baile fitness LaBlast.

## Primeros años
Van Amstel nació en Ámsterdam; sus abuelos fueron bailarines competitivos del bailes de salón. Comenzó a bailar a los 10 años y participó en concursos a los 15 años. Dejó de asistir a la escuela a los 16 años para seguir bailando a tiempo completo.

## Carrera

### Carrera temprana
Van Amstel compitió profesionalmente con Julie Fryer, y fueron entrenados por Ruud Vermeij. En 1990, Van Amstel y Fryer se convirtieron en campeones latinos holandeses y 10 veces campeones de baile. También estuvieron en la final en Blackpool en la categoría de «menores de 21». Este mismo año, recibieron una medalla de bronce en el Open de Alemania, en el Latin Mundial y en el European 10 Dance. En el Worlds 10 Dance Championship, Van Amstel y Fryer obtuvieron el cuarto lugar.
En 1991 Van Amstel y Fryer ganaron los campeonatos nacionales por segunda vez y obtuvieron el cuarto lugar en todos los grandes campeonatos. Un año más tarde, Van Amstel decidió que quería retirarse de la competencia por un tiempo, y llegó al punto en que terminó su emparejamiento con Fryer por primera vez. Tres años más tarde, en 1994, la pareja fue restablecida y Van Amstel y Fryer ganaron tres medallas de oro en el Campeonato Mundial de Danza Latina en 1994, 1995 y 1996.
En 1997, Van Amstel se retiró del salón de baile competitivo, se mudó a Nueva York y se convirtió en ciudadano estadounidense en julio de 1999. Regresó al baile competitivo con su pareja de baile Karina Smirnoff; ellos lograron ganar el campeonato nacional de los Estados Unidos en 2000.

### Dancing with the Stars
Van Amstel fue una de los primeros bailarines profesionales de Dancing with the Stars, participando en la primera temporada en 2005 junto con la estrella de The Bachelorette, Trista Sutter; fueron los primeros eliminados y quedaron en el sexto puesto. Para la temporada 2 formó pareja con la actriz y presentadora de televisión Lisa Rinna, logrando llegar a la semifinal y terminando en el cuarto puesto. Para la temporada 3 tuvo como pareja a la actriz de High School Musical, Monique Coleman, siendo la séptima pareja eliminada y terminando en el cuarto puesto. No formó parte de las siguientes dos temporadas, pero mantuvo un papel como bailarín y coreógrafo. Regresó en 2008 para la temporada 6, donde fue pareja de la actriz y empresaria Priscilla Presley, siendo eliminados en la quinta semana y ubicándose en el octavo puesto.
Luego de dos temporadas ausente, regresó para la temporada 9, teniendo como pareja a la estrella de telerrealidad y cantante Kelly Osbourne, con quien logró llegar a la final y terminar en el tercer puesto, marcando el primer y único momento de Van Amstel en llegar a una final. Para la temporada 10 fue emparejado con la comediante y presentadora Niecy Nash, siendo eliminados en la octava semana y ubicándose en el quinto puesto. Para la temporada 11 fue pareja de la comediante Margaret Cho, llegando hasta la tercera semana y finalizando en el décimo puesto. Formó pareja junto con la modelo y estrella de telerrealidad Kendra Wilkinson para la temporada 12, siendo la sexta pareja eliminada y terminando en el sexto puesto.
Luego de otras dos temporadas ausente, Van Amstel regresó para la temporada 15, una edición All-stars, donde fue emparejado con la cantante y actriz Sabrina Bryan; fueron eliminados en la sexta semana de competencia y finalizaron en el octavo puesto. En 2015, después de estar ausente durante cinco temporadas, se anunció su regreso para la temporada 21, teniendo como pareja a la chef Paula Deen, con quien fue eliminado en la sexta semana de competencia y terminando en el noveno puesto. Después de varios años fuera del programa, Van Amstel regresó en la temporada 31, siendo emparejado junto a la actriz de Los ángeles de Charlie y autora Cheryl Ladd, siendo la tercera pareja eliminada y quedando en el decimocuarto puesto.
| Temporada                                        | Pareja            | Puesto | Promedio |
| ------------------------------------------------ | ----------------- | ------ | -------- |
| 1                                                | Trista Sutter     | 6.º    | 18.50    |
| 2                                                | Lisa Rinna        | 4.º    | 24.38    |
| 3                                                | Monique Coleman   | 4.º    | 25.30    |
| 6                                                | Priscilla Presley | 8.º    | 22.80    |
| 9                                                | Kelly Osbourne    | 3.º    | 24.24    |
| 10                                               | Niecy Nash        | 5.º    | 20.64    |
| 11                                               | Margaret Cho      | 10.º   | 17.00    |
| 12                                               | Kendra Wilkinson  | 6.º    | 21.38    |
| 15                                               | Sabrina Bryan     | 8.º    | 27.07    |
| 21                                               | Paula Deen        | 9.º    | 17.57    |
| 31                                               | Cheryl Ladd       | 14.º   | 16.50*   |
| * Promedios ajustados a una escala de 30 puntos. |                   |        |          |

- Temporada 1 con Trista Sutter

| Semana | Baile / Canción            | Puntajes de los jueces | Puntajes de los jueces | Puntajes de los jueces | Resultado       |
| Semana | Baile / Canción            | C. I.                  | L. G.                  | B. T.                  | Resultado       |
| ------ | -------------------------- | ---------------------- | ---------------------- | ---------------------- | --------------- |
| 1      | Vals / «Come Away with Me» | 6                      | 6                      | 6                      | Sin eliminación |
| 2      | Rumba / «Endless Love»     | 6                      | 7                      | 6                      | Eliminados      |

- Temporada 2 con Lisa Rinna

| Semana        | Baile / Canción                                  | Puntajes de los jueces | Puntajes de los jueces | Puntajes de los jueces | Resultado   |
| Semana        | Baile / Canción                                  | C. I.                  | L. G.                  | B. T.                  | Resultado   |
| ------------- | ------------------------------------------------ | ---------------------- | ---------------------- | ---------------------- | ----------- |
| 1             | Vals / «(You Make Me Feel Like) A Natural Woman» | 5                      | 7                      | 7                      | Salvados    |
| 2             | Rumba / «Your Song»                              | 6                      | 7                      | 7                      | Salvados    |
| 3             | Jive / «Jailhouse Rock»                          | 8                      | 9                      | 8                      | Salvados    |
| 4             | Pasodoble / «The Final Countdown»                | 9                      | 9                      | 8                      | Salvados    |
| 5             | Samba / «Le Freak»                               | 7                      | 9                      | 9                      | Salvados    |
| 5             | Grupo de Salsa / «Rhythm Is Gonna Get You»       | Sin puntos extras      | Sin puntos extras      | Sin puntos extras      | Salvados    |
| 6             | Quickstep / «9 to 5»                             | 9                      | 9                      | 9                      | Dos últimos |
| 6             | Grupo de Vals vienés / «Fallin'»                 | Sin puntos extras      | Sin puntos extras      | Sin puntos extras      | Dos últimos |
| 7 (Semifinal) | Foxtrot / «Fever»                                | 8                      | 9                      | 9                      | Eliminados  |
| 7 (Semifinal) | Chachachá / «Material Girl»                      | 9                      | 9                      | 9                      | Eliminados  |

- Temporada 3 con Monique Coleman

| Semana | Baile / Canción                                   | Puntajes de los jueces | Puntajes de los jueces | Puntajes de los jueces | Resultado   |
| Semana | Baile / Canción                                   | C. I.                  | L. G.                  | B. T.                  | Resultado   |
| ------ | ------------------------------------------------- | ---------------------- | ---------------------- | ---------------------- | ----------- |
| 1      | Foxtrot / «Baby Love»                             | 6                      | 6                      | 7                      | Salvados    |
| 2      | Mambo / «Bop to the Top»                          | 9                      | 8                      | 9                      | Salvados    |
| 3      | Jive / «The Heat Is On»                           | 9                      | 9                      | 9                      | Salvados    |
| 4      | Vals / «If I Were A Painting»                     | 8                      | 8                      | 8                      | Dos últimos |
| 5      | Rumba / «Samba de Verão»                          | 9                      | 9                      | 9                      | Salvados    |
| 6      | Samba / «ABC»                                     | 9                      | 7                      | 7                      | Salvados    |
| 6      | Grupo de Disco / «Don't Stop 'til You Get Enough» | Sin puntos extras      | Sin puntos extras      | Sin puntos extras      | Salvados    |
| 7      | Quickstep / «Luck Be a Lady»                      | 9                      | 9                      | 9                      | Dos últimos |
| 7      | Pasodoble / «The Reflex»                          | 9                      | 9                      | 9                      | Dos últimos |
| 8      | Tango / «Somebody's Watching Me»                  | 8                      | 8                      | 8                      | Eliminados  |
| 8      | Chachachá / «Ghostbusters»                        | 9                      | 10                     | 10                     | Eliminados  |

- Temporada 6 con Priscilla Presley

| Semana | Baile / Canción                               | Puntajes de los jueces | Puntajes de los jueces | Puntajes de los jueces | Resultado       |
| Semana | Baile / Canción                               | C. I.                  | L. G.                  | B. T.                  | Resultado       |
| ------ | --------------------------------------------- | ---------------------- | ---------------------- | ---------------------- | --------------- |
| 1      | Foxtrot / «Feeling Good»                      | 8                      | 8                      | 8                      | Sin eliminación |
| 2      | Mambo / «Deixa Isso Pra La»                   | 7                      | 7                      | 7                      | Salvados        |
| 3      | Tango / «El choclo»                           | 8                      | 9                      | 9                      | Salvados        |
| 4      | Vals vienés / «Do Right Woman, Do Right Man»  | 7                      | 7                      | 8                      | Dos últimos     |
| 5      | Rumba / «The First Time Ever I Saw Your Face» | 7                      | 7                      | 7                      | Eliminados      |

- Temporada 9 con Kelly Osbourne

| Semana                                                               | Baile / Canción                                         | Puntajes de los jueces | Puntajes de los jueces | Puntajes de los jueces | Resultado        |
| Semana                                                               | Baile / Canción                                         | C. I.                  | L. G.                  | B. T.                  | Resultado        |
| -------------------------------------------------------------------- | ------------------------------------------------------- | ---------------------- | ---------------------- | ---------------------- | ---------------- |
| 1                                                                    | Vals vienés / «Trouble»                                 | 7                      | 8                      | 8                      | Salvados         |
| 1                                                                    | Relevo de Chachachá / «Centerfold»                      | 8 puntos extras        | 8 puntos extras        | 8 puntos extras        | Salvados         |
| 2                                                                    | Tango / «Take Me on the Floor»                          | 6                      | 71                     | 6                      | Salvados         |
| 3                                                                    | Samba / «LoveGame»                                      | 7                      | 6                      | 7                      | Salvados         |
| 4                                                                    | Charlestón / «Cabaret»                                  | 8                      | 7                      | 8                      | Salvados         |
| 5                                                                    | Pasodoble / «Crazy Train»                               | 8                      | 8                      | 8                      | Salvados         |
| 5                                                                    | Grupo de Hustle / «The Hustle»                          | Sin puntos extras      | Sin puntos extras      | Sin puntos extras      | Salvados         |
| 6                                                                    | Jitterbug / «Bread and Butter»                          | 8                      | 8                      | 8                      | Salvados         |
| 6                                                                    | Maratón de Mambo / «Ran Kan Kan»                        | 5 puntos extras        | 5 puntos extras        | 5 puntos extras        | Salvados         |
| 7                                                                    | Salsa / «Good Lovin'»                                   | 8                      | 8                      | 8                      | Salvados         |
| 7                                                                    | Tango en equipo / «You Give Love a Bad Name»            | 9                      | 9                      | 10                     | Salvados         |
| 8                                                                    | Foxtrot / «Mama Do (Uh Oh Uh Oh)»                       | 8                      | 8                      | 9                      | Últimos salvados |
| 8                                                                    | Jive / «River Deep – Mountain High»                     | 8                      | 9                      | 9                      | Últimos salvados |
| 9 (Semifinal)                                                        | Rumba / «Angels»                                        | 8                      | 8                      | 8                      | Últimos salvados |
| 9 (Semifinal)                                                        | Quickstep / «99 Red Balloons»                           | 9                      | 9                      | 9                      | Últimos salvados |
| 9 (Semifinal)                                                        | Chachachá / «Girls Just Want to Have Fun»               | 9                      | 9                      | 9                      | Últimos salvados |
| 10 (Final)                                                           | Tango argentino / «Los Vino»                            | 9                      | 9                      | 8                      | Tercer puesto    |
| 10 (Final)                                                           | Megamix / «You and Me», «Whenever, Wherever» & «Maniac» | 26 puntos extras       | 26 puntos extras       | 26 puntos extras       | Tercer puesto    |
| 10 (Final)                                                           | Freestyle / «I Will Survive»                            | 8                      | 8                      | 8                      | Tercer puesto    |
| 10 (Final)                                                           | Vals vienés / «Trouble»                                 | 26 puntos extras       | 26 puntos extras       | 26 puntos extras       | Tercer puesto    |
| 1Puntaje dado por el juez invitado Baz Luhrmann en lugar de Goodman. |                                                         |                        |                        |                        |                  |

- Temporada 10 con Niecy Nash

| Semana                                                                                      | Baile / Canción                             | Puntajes de los jueces | Puntajes de los jueces | Puntajes de los jueces | Resultado        |
| Semana                                                                                      | Baile / Canción                             | C. I.                  | L. G.                  | B. T.                  | Resultado        |
| ------------------------------------------------------------------------------------------- | ------------------------------------------- | ---------------------- | ---------------------- | ---------------------- | ---------------- |
| 1                                                                                           | Chachachá / «Rescue Me»                     | 7                      | 5                      | 6                      | Sin eliminación  |
| 2                                                                                           | Foxtrot / «Love You I Do»                   | 7                      | 7                      | 7                      | Salvados         |
| 3                                                                                           | Vals / «With You I'm Born Again»            | 7                      | 7                      | 7                      | Salvados         |
| 41                                                                                          | Rumba / «Taking Chances»                    | 6/6                    | 6/6                    | 6/6                    | Últimos salvados |
| 5                                                                                           | Jive / «La Bamba»                           | 6                      | 6                      | 6                      | Salvados         |
| 6                                                                                           | Tango argentino / «El Sonido De La Milonga» | 7                      | 7                      | 7                      | Dos últimos      |
| 6                                                                                           | Maratón de Swing / «In the Mood»            | 5 puntos extras        | 5 puntos extras        | 5 puntos extras        | Dos últimos      |
| 7                                                                                           | Quickstep / «You're the Top»                | 9                      | 8                      | 8                      | Salvados         |
| 7                                                                                           | Chachachá en equipo / «Holiday»             | 8                      | 8                      | 8                      | Salvados         |
| 8                                                                                           | Vals vienés / «I Got You Babe»              | 7                      | 8                      | 8                      | Eliminados       |
| 8                                                                                           | Pasodoble / «Rhythm is a Dancer»            | 7                      | 6                      | 7                      | Eliminados       |
| 1Esta semana se recibió dos puntajes, uno por la ejecución técnica y otro por el desempeño. |                                             |                        |                        |                        |                  |

- Temporada 11 con Margaret Cho

| Semana | Baile / Canción                      | Puntajes de los jueces | Puntajes de los jueces | Puntajes de los jueces | Resultado  |
| Semana | Baile / Canción                      | C. I.                  | L. G.                  | B. T.                  | Resultado  |
| ------ | ------------------------------------ | ---------------------- | ---------------------- | ---------------------- | ---------- |
| 1      | Vals vienés / «We Are The Champions» | 5                      | 5                      | 5                      | Salvados   |
| 2      | Jive / «Dreaming»                    | 6                      | 6                      | 6                      | Salvados   |
| 3      | Samba / «Copacabana»                 | 6                      | 6                      | 6                      | Eliminados |

- Temporada 12 con Kendra Wilkinson

| Semana                                           | Baile / Canción                       | Puntajes de los jueces | Puntajes de los jueces | Puntajes de los jueces | Resultado       |
| Semana                                           | Baile / Canción                       | C. I.                  | L. G.                  | B. T.                  | Resultado       |
| ------------------------------------------------ | ------------------------------------- | ---------------------- | ---------------------- | ---------------------- | --------------- |
| 1                                                | Chachachá / «When Love Takes Over»    | 6                      | 6                      | 6                      | Sin eliminación |
| 2                                                | Quickstep / «Gotta Work»              | 7                      | 6                      | 6                      | Salvados        |
| 3                                                | Rumba / «You and Me»                  | 8                      | 7                      | 8                      | Salvados        |
| 4                                                | Vals vienés / «Con te partirò»        | 6                      | 6                      | 6                      | Salvados        |
| 5                                                | Foxtrot / «The Yankee Doodle Boy»     | 8                      | 7                      | 7                      | Salvados        |
| 6                                                | Samba / «Livin' la Vida Loca»         | 8                      | 8                      | 9                      | Salvados        |
| 7                                                | Chachachá en equipo / «We R Who We R» | 71/7                   | 8                      | 8                      | Eliminados      |
| 7                                                | Tango / «Jealousy»                    | 81/8                   | 7                      | 8                      | Eliminados      |
| 1Puntaje dado por el juez invitado Donnie Burns. |                                       |                        |                        |                        |                 |

- Temporada 15 con Sabrina Bryan

| Semana                                          | Baile / Canción                                                                    | Puntajes de los jueces | Puntajes de los jueces | Puntajes de los jueces | Resultado       |
| Semana                                          | Baile / Canción                                                                    | C. I.                  | L. G.                  | B. T.                  | Resultado       |
| ----------------------------------------------- | ---------------------------------------------------------------------------------- | ---------------------- | ---------------------- | ---------------------- | --------------- |
| 1                                               | Chachachá / «What Makes You Beautiful»                                             | 7.5                    | 7.5                    | 7.5                    | Salvados        |
| 2                                               | Quickstep / «Black Betty»                                                          | 9.0                    | 8.5                    | 8.5                    | Salvados        |
| 3                                               | Pasodoble / «Free Your Mind»                                                       | 8.5                    | 8.5                    | 8.5                    | Tres últimos    |
| 4                                               | Disco / «You Should Be Dancing»                                                    | 9.0                    | 9.0/8.51               | 9.0                    | Salvados        |
| 5                                               | Freestyle en equipo / «Call Me Maybe»                                              | 9.5                    | 10                     | 10                     | Sin eliminación |
| 5                                               | Vals / «So This Is Love»                                                           | 10                     | 9.5                    | 9.5                    | Sin eliminación |
| 6                                               | Rumba / «Wanted»                                                                   | 10                     | 10                     | 10                     | Eliminados      |
| 6                                               | Grupo de Freestyle / «Save a Horse, Ride a Cowboy» & «I Play Chicken with a Train» | Sin puntos extras      | Sin puntos extras      | Sin puntos extras      | Eliminados      |
| 1Puntaje dado por la juez invitada Paula Abdul. |                                                                                    |                        |                        |                        |                 |

- Temporada 21 con Paula Deen

| Semana | Baile / Canción                         | Puntajes de los jueces | Puntajes de los jueces | Puntajes de los jueces | Resultado        |
| Semana | Baile / Canción                         | C. I.                  | J. H.                  | B. T.                  | Resultado        |
| --- | --------------------------------------- | ---------------------- | ---------------------- | ---------------------- | ---------------- |
| 1 | Quickstep / «Hey Good Lookin'»          | 5                      | 5                      | 5                      | Sin eliminación  |
| 2 | Rumba / «Midnight Train to Georgia»     | 7                      | 6                      | 6                      | Salvados         |
| 2 | Tango / «Get Ready»                     | 6                      | 6                      | 6                      | Salvados         |
| 3 | Samba / «The Ballad of Gilligan's Isle» | 5                      | 51/5                   | 5                      | Últimos salvados |
| 4 | Chachachá / «Respect»                   | 6                      | 6                      | 6                      | Salvados         |
| 52 | Jive / «Shake»                          | 7                      | 7/63                   | 6                      | Sin eliminación  |
| 6 | Jazz / «Vogue»                          | 6                      | 6/64                   | 6                      | Eliminados       |
| 1Puntaje dado por el juez invitado Alfonso Ribeiro. 2Por los «cambios de pareja», Deen bailó con Mark Ballas y Van Amstel con Tamar Braxton. 3Puntaje dado por el juez invitado Maksim Chmerkovskiy 4Puntaje dado por la juez invitada Olivia Newton-John. |                                         |                        |                        |                        |                  |

- Temporada 31 con Cheryl Ladd

| Semana | Baile / Canción                      | Puntajes de los jueces | Puntajes de los jueces | Puntajes de los jueces | Puntajes de los jueces | Resultado   |
| Semana | Baile / Canción                      | C. I.                  | L. G.                  | D. H.                  | B. T.                  | Resultado   |
| ------ | ------------------------------------ | ---------------------- | ---------------------- | ---------------------- | ---------------------- | ----------- |
| 1      | Chachachá / «Got to Give It Up»      | 6                      | 5                      | 5                      | 5                      | Salvados    |
| 2      | Tango / «A Little Less Conversation» | 5                      | 6                      | 5                      | 5                      | Dos últimos |
| 3      | Rumba / «Diamonds Are Forever»       | 6                      | 6                      | 6                      | 6                      | Eliminados  |

### Otros trabajos
Durante su tiempo libre de Dancing With The Stars, Van Amstel creó una compañía de baile sin fines de lucro llamada "Visionworx Dance Theatre", que combina las cuatro principales formas de baile. También coreografió y apareció en numerosos programas de televisión como The Suite Life of Zack & Cody, Hannah Montana y All My Children.
Después de la temporada 6 de Dancing with the Stars, Van Amstel fue invitado a crear y coreografiar un espectáculo llamado Ballroom With A Twist, que contó con un reparto de bailarines. En el espectáculo también estuvieron presentes ex-concursantes American Idol incluyendo a David Hernández y Carly Smithson. Ballroom With A Twist recorrió los teatros de todo el país. Van Amstel ya no está asociado con el espectáculo.
Él coreografió siete bailes en la temporada 5 de So You Think You Can Dance. Tres de los siete bailes llegaron a la final y fueron mencionadas como las selecciones favoritas de los jueces en el teatro Kodak de Hollywood. Continuó coreografiando en las temporadas 6, 7 y 8. 
En 2010, Van Amstel apareció en el álbum musical de comedia de Margaret Cho (su pareja en la temporada 11 de Dancing with the Stars), «Cho Dependent», como su terapeuta. En julio de 2011, apareció junto a Cho como él mismo en el cuarto episodio de la tercera temporada de Drop Dead Diva.
Van Amstel dirige un programa de baile fitness, LaBlast. Los DVD de LaBlast fueron lanzados a principios de 2012. Durante el verano de ese año, Van Amstel comenzó una línea de ropa de fitness, de marca LVA.
En el otoño de 2014, Van Amstel fue visto como un juez en el show holandés Celebrity Pole Dancing, un espectáculo donde las celebridades holandesas aprenden cómo bailar e interpretar.

## Vida personal
Van Amstel es abiertamente gay; sin embargo, no utiliza explícitamente la palabra gay porque no quiere ser estigmatizado. A partir del 8 de enero de 2017, Louis está casado con su entrenador de salud Josh Lancaster.